# اغوزبن
اغوزبن، روستایی است از توابع بخش مرکزی شهرستان آمل در استان مازندران ایران.

## جمعیت
این روستا در دهستان پایین‌خیابان لیتکوه قرار داشته و براساس آخرین سرشماری مرکز آمار ایران که در سال ۱۳۸۵ صورت گرفته، جمعیت آن ۶۸۳ نفر (۱۸۴ خانوار) بوده‌است.
این روستا از نظر اقتصادی به علت عبور جاده از وسط روستا مرکز مناسبی برای کاسبی می‌باشد و به علت نزدیک بودن به شهر مشکلاتی از نظیر تاکسی رانی و .... نمی‌باشد
از مجموعه فعالیت‌های فرهنگی این روستا کلاس‌ها و هیئت قرآن می‌باشد و کلاس‌های تربیتی صالحین و.... که تحت نظر فرماندهی پایگاه امام حسن مجتبی و شورای اسلامی روستای اغوزبن می‌باشد